# Leptictida
De Leptictida (leptos iktis 'kleine/slanke wezel') zijn een mogelijk parafyletische groep (orde) van uitgestorven eutherische zoogdieren die van het Laat-Krijt tot in het Oligoceen voorkwamen in Europa, Noord-Amerika en Azië. Het waren insectivoren en omnivoren met een lange snuit, grote achterpoten en kleinere voorpoten. Hun classificatie is omstreden: volgens cladistische studies zijn ze mogelijk (ver) verwant aan de Euarchontoglires (knaagdieren, primaten en hun verwanten), hoewel ze recenter beschouwd worden als de eerste tak die zich afsplitste van de basale eutheriërs. Een recente grootschalige cladistische analyse van eutherische zoogdieren gaf de voorkeur aan lepictididen als dicht bij de placentale kroonclade; en verschillende andere recente analyses met gegevens van niet-eutherische zoogdieren uit het Krijt vonden dat Leptictis bij de superorde Afrotheria hoorde.
De meest recente fylogenetische studies geven aan dat Leptictis eigenlijk een parafyletische groep is die naar Placentalia leidt.

## Beschrijving
De leptictiden zijn een karakteristiek voorbeeld van de niet-gespecialiseerde placentale zoogdieren die deelnamen aan de laat-Krijt-Paleocene evolutionaire verspreiding, oorspronkelijk gebundeld in de orde Insectivora. De leptictiden stierven uit tijdens het Oligoceen. Hun archaïsche schedel en gebit maken het moeilijk om hun verwantschap met andere groepen te bepalen. De postcraniale anatomie van Leptictiden is bestudeerd aan de hand van de goed geconserveerde exemplaren van Leptictidium uit het Midden-Eoceen die gevonden zijn in Messel, Duitsland.
Afgaande op deze specimens waren lepticiden kleine placentadieren met een lichaamslengte variërend van 60 tot 90 centimeter. De kop had een lange en slanke snuit, waarschijnlijk met een korte slurf, die mogelijk werd gebruikt om in het kreupelhout te scharrelen op zoek naar insecten en wormen. Het archaïsche gebit bestond uit twee of drie snijtanden, een hoektand en V-vormige wangtanden - vier premolaren en drie molaren.
Hun voorpoten waren verkort, maar hun achterpoten waren verlengd. Hoewel deze anatomie doet denken aan die van kleine kangoeroes en jerboa's, wat wijst op een springende voortbeweging, wijst de structuur van de tarsale botten op een specialisatie voor het lopen op het land. Misschien waren deze dieren in staat tot beide manieren van voortbewegen: langzaam rennen op zoek naar voedsel en snel springen om bedreigingen te ontwijken. Bovendien hebben de exemplaren uit Messel een verrassend lange staart, uniek onder moderne placentale zoogdieren, gevormd door veertig wervels en waarschijnlijk gebruikt voor het evenwicht.

## Taxonomie
Voorheen werden de Leptictida beschouwd als primitieve egels en daarom ingedeeld bij de Insectivora, een in onbruik geraakte orde van insectivore zoogdieren. De primitieve bouw van de schedel en het gebit maakt het lastig om de verwantschap van de Leptictida met hedendaagse zoogdieren vast te stellen. De orde omvat drie families.
- Orde Leptictida
  - Familie Gypsonictopidae
    - Gypsonictops

  - Familie Leptictidae
    - Amphigyion
    - Gallolestes
    - Labes
    - Lainodon
    - Leptonysson
    - Palaeictops
    - Praolestes
    - Wania
    - Onderfamilie Leptictinae
      - Blacktops
      - Ictopidium
      - Leptictis
      - Myrmecoboides
      - Ongghonia
      - Prodiacodon
      - Protictops

  - Familie Pseudorhyncocyonidae
    - Diaphyodectes
    - Leptictidium
    - Phakodon
    - Pseudorhyncocyon